# Beluha
A Beluha (oroszul Белуха, altaji nyelven Kadin-Bazsi („Katuny csúcsa”), Ak-szumer) az Altaj és egyben Szibéria legmagasabb csúcsa, Oroszország nyugat-szibériai részén, a déli államhatárnál. Közigazgatásilag az Altaj köztársaság Uszty-kokszai járásához tartozik. Orosz neve (a belij – „fehér” szóból) az örök hótakaróra utal, mely teljesen befedi.

## Természeti földrajz

### Domborzat
A Katunyi-hegység részét képező hegy 1000 m-rel emelkedik a környező hegyvidék fölé. Két hegycsúcsa, a nyugati (4435 m) és a keleti (4506 m) északon csaknem függőleges fallal, meredeken szakad le, délen fokozatosan ereszkedik alá. A hegyet zömmel középső és késő kambriumi kőzetek alkotják, egyes részein jellegzetes flisképződmények figyelhetők meg. Felszínét nagy területen kopár sziklák, kőhalmazok, letarolt lejtők borítják. Az egykori jégárak által vájt völgyek, mély szorosok fölött 2500 m-ig felmagasodó hegygerincek húzódnak. A terület szeizmikusan igen aktív zóna határán fekszik. Gyakoriak a kisebb erősségű földrengések, nyomaikat lavinák, omlások, a jégpáncél repedései jelzik.

### Éghajlat
Éghajlatát hosszú, hideg tél és rövid, csapadékos nyár jellemzi, de ez a magassági övektől függően változik. A hegy lábánál fekvő völgyekben, (kb. 2000 m-es tengerszint feletti magasságban, ami többnyire az erdőhatárt is jelenti), a júliusi évi középhőmérséklet 8,3 °C, a Beluha csúcsán ugyanekkor nem ritkák a –20 °C-os fagyok. Csapadék 3000–3200 m felett csak szilárd formában fordul elő, mennyisége a hegycsúcsokon 1000 mm, a völgyekben ennek kb. a fele.

### Gleccserek
A Beluha hegyoldalain és völgyeiben 169 kisebb-nagyobb gleccser ismeretes, összterületük mintegy 150 km². Itt koncentrálódik a Katunyi-hegység gleccsereinek 50%-a. A hat legnagyobb jégár gyűjtőterülete nagy magasságokban fekszik, ahol a folyamatos firnképződés biztosított.  A Szapozsnyikovról elnevezett leghatalmasabb gleccser hossza 10,5 km, kiterjedése 13,2 km², de a többi öt jégár hossza is meghaladja a 8 km-t. Mozgásuk a felhalmozódott jég tömege, a lejtő meredeksége, az éghajlati viszonyok szerint változó, átlagos sebességük évi 30–50 m.

### Vízrajz

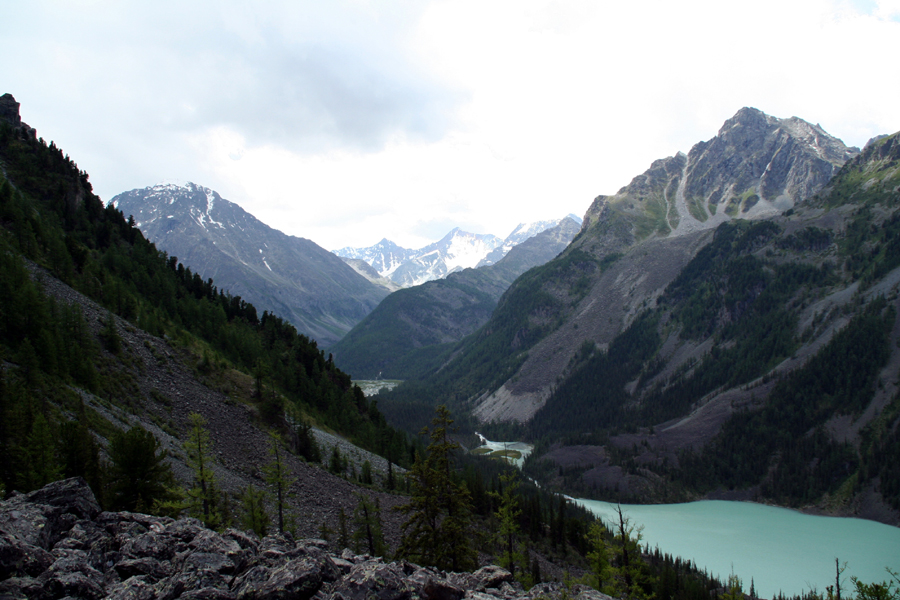
A hegyek között fekvő Kucserla-tó

A folyók többsége a Gebler-gleccser (8,5 km) déli lejtőjén eredő Katuny vízrendszeréhez tartozik, szintén az itteni jégárakból veszi kezdetét és főként azok olvadékvizeiből táplálkozik. Közös jellemzőjük, hogy magasvizük nyáron jelentkezik és hosszan elhúzódó, a többi évszakban vízszintjük alacsony. Jelentősebb folyók: a Kucserla, az Akkem, az Idigem. A Belaja Berel folyó nem a Katuny, hanem a Buhtarma vízrendszeréhez tartozik.
A térség állóvizei zömmel a jégkorszaki gleccserek által kivájt mély medencékben (ún. kártavak), illetve folyóvölgyekben alakultak ki. Ilyen az Akkem folyón lévő kisebb tó, vagy legnagyobbjuk, a Kucserla. Az azonos nevű folyó völgyében fekvő tó közel 5 km hosszú, legnagyobb szélessége 1 km. Fenyvesekkel benőtt, meredek hegyoldalak veszik körül, az Altaj egyik legszebb fekvésű tavának tartják.

## Egyéb
A Beluha első tudományos igényű vizsgálata (1835) egy német orvos, Friedrich Gebler nevéhez fűződik, aki magassági méréseket végzett, gyógynövényeket gyűjtött és két nagy gleccsert is ő fedezett fel. A csúcsra elsőként a Tronov-testvérek jutottak fel 1914-ben, róluk is, akárcsak Geblerről, gleccsert neveztek el.
Az altaji népek a Beluhát szent hegynek tartják, melyhez legendák fűződnek. A hegy és vidéke is része annak a kiterjedt térségnek, melyet 1998-ban a tőle nyugatra található Katuny Természetvédelmi Területtel és más objektumokkal együtt Az Altaj Arany-hegyei összefoglaló néven az UNESCO világörökség listájára felvettek. 2000-ben a Beluhát és vidékét az Altaj köztársaság természeti parkjává nyilvánították.